# Шевчук, Фёдор Куприянович
 Полный кавалер ордена Славы
Фёдор Куприянович Шевчук (18.02.1925 — 28.4.1945) — сержант Красной Армии, участник Великой Отечественной войны, полный кавалер ордена Славы, умер от ран.

## Биография
Родился в 1925 году в с. Флорино Бершадского района Винницкой области (Украина) в семье крестьянина.
Украинец. Окончил 5 классов. Работал на сахарном заводе.
Перед призывом в армию — учащийся училища в с. Ольгополь Чечельницкого района Винницкой области.
В Красной Армии с июля 1941.
На фронте в Великую Отечественную войну с марта 1943.

## Описание подвигов
Стрелок 359-го стрелкового полка (50-я стрелковая дивизия, 52-я армия, 2-й Украинский фронт) рядовой Шевчук 19.8.44 в бою в 13 км севернее г. Яссы (Румыния) ворвался во вражеское расположение, сразил свыше 10 и пленил 4 пехотинцев.
7.9.44 награждён орденом Славы 3 степени.
30 января 1945 при форсировании р. Одер в 10 км сев.-зап. г. Бреслау (Польша) Шевчук с группой бойцов в том же боевом составе (1-й Украинский фронт) преодолел реку, отражая контратаки, уничтожил более 10 солдат и 2 пулемета.
4.4.45 награждён орденом Славы 2 степени.
16 апреля 1945 года в самом начале Берлинской операции в бою за населённый пункт Грос-Крауша (9 км сев. г. Гёрлиц, Германия) Шевчук в числе первых ворвался в траншею, истребил около 10 гитлеровцев.
Сержант Шевчук умер от ран 28 апреля 1945 года.
Похоронен в населённом пункте Верпирх (окраина г. Гёрлиц).
27 июня 1945 года награждён орденом Славы 1 степени. Также был награждён медалью «За отвагу».